# Krylo Airlines
Krylo Aviakompania of Wing Airline is een Russische luchtvaartmaatschappij met haar thuisbasis in Moskou.

## Geschiedenis
Krylo Aviakompania is opgericht in 1990 onder de naam Krylo-Maloe Aviatsonno Transportnoe Predpriatie.In 1995 werd de huidige naam ingevoerd.

## Vloot
De vloot van Krylo Aviakompania bestaat uit:(nov.2006)
- 1 Antonov AN-26(A)